# Ferrari 375 America
La Ferrari 375 America est une sportive de prestige du constructeur automobile italien Ferrari.
Cette GT à moteur V12 Lampredi longitudinal avant est présentée pour la première fois lors du salon automobile de Paris 1953.
Produite à onze exemplaires, la 375 America est carrossée par Pininfarina, à l'exception de trois exemplaires signés Vignale. Les 300 chevaux développés par son V12 permettent à l'America d'atteindre les 250 km/h.